# Ophiolimna parcita
Ophiolimna parcita är en ormstjärneart som först beskrevs av Jean Baptiste François René Koehler 1906.  Ophiolimna parcita ingår i släktet Ophiolimna och familjen knotterormstjärnor. Inga underarter finns listade i Catalogue of Life.